# Lobby (TV-program)
Lobby är svenskt ett TV-program som leds av komikern Shan Atci.
Shan Atci, som tidigare hade medverkat i Stockholm Live (SVT), Sen kväll med Luuk (TV4) och i Melodifestivalen(SVT) tog steget fullt ut och fick ett eget program ZTV under våren 2005. Med hjälp från ståuppkollegerna Jakob Öqvist (Stockholm Live) och Mårten Andersson (Pippirull), lovade Shan att utmana och överraska tittarna och ställa frågorna andra inte vågade ställa. Men huvudingrediensen var självklart humor.
Programmet sändes varje måndag kl 22.00 med start 21 mars 2005. Lobby sändes bara under en säsong, våren 2005.